# كأس ولي العهد 1993–94
كأس ولي العهد 1993–94 هي النسخة الأولى من بطولة كأس ولي العهد الكويتي، والتي أقيمت في موسم 1993–94.
و استطاع نادي الكويت أن يفوز بتلك النسخة بعدما تغلب على نادي كاظمة بنتيجة 1-0، سجل هدف الكويت طلال زيدان.